# Orion (single de Mika Nakashima)
Pour les articles homonymes, voir Orion.
 (décembre 2011).
Si vous disposez d'ouvrages ou d'articles de référence ou si vous connaissez des sites web de qualité traitant du thème abordé ici, merci de compléter l'article en donnant les références utiles à sa vérifiabilité et en les liant à la section « Notes et références ».
Singles de Mika Nakashima
I Don't Know
(2008) Over Load
(2009)
Orion est le 27e single de Mika Nakashima sorti sous le label Sony Music Associated Records le 12 novembre 2008 au Japon. Il atteint la 6e place du classement de l'Oricon et il reste 12 semaines dans le classement pour un total de 63 218 exemplaires vendus. Le single a été téléchargé légalement 1 300 000 fois.
Orion a été utilisé comme thème musical dans le drama Ryūsei no kizuna, dans lequel Mika joue. Focus a été utilisé comme campagne publicitaire pour Canon IXY Digital 920 IS. Les 2 chansons sont présentes sur l'album Voice.

## Liste des titres
| 1. | Orion                | Rui Momota     | Rui Momota       | 4:51 |
| 2. | Focus                | Mika Nakashima | Akihisa Matsuura | 4:43 |
| 3. | Orion (Instrumental) | Rui Momota     | Rui Momota       | 4:48 |
| 4. | Focus (Instrumental) | Mika Nakashima | Akihisa Matsuura | 4:40 |